# Llista de topònims de Sant Andreu de Llavaneres
Llista de topònims (noms propis de lloc) del municipi de Sant Andreu de Llavaneres, al Maresme
Informació actualitzada per un bot. Els canvis manuals es perdran quan s'actualitzi!

## casa
| imatge | Nom                                  | Ubicat a                  | instància de | Detalls                                                                              | coordenades                                                                             | Protecció                                  | Commons (més fotos)                                  | Dades a WD                    |
| ------ | ------------------------------------ | ------------------------- | ------------ | ------------------------------------------------------------------------------------ | --------------------------------------------------------------------------------------- | ------------------------------------------ | ---------------------------------------------------- | ----------------------------- |
|        | Ca l'Utzet                           | Sant Andreu de Llavaneres | casa         | Arquitecte: Salvador Puiggròs i Figueras Estil: modernisme català 1907               | 41° 34′ 18″ N, 2° 28′ 52″ E / 41.571634°N,2.481206°E ca:Avinguda Catalunya, 45 108 msnm | bé cultural d'interès local                | Ca l'Utzet                                           | Modifica les dades a Wikidata |
|        | Cal Toi                              | Sant Andreu de Llavaneres | casa         | Estil: arquitectura popular                                                          | 41° 34′ 12″ N, 2° 29′ 01″ E / 41.56987°N,2.4836°E                                       | bé integrant del patrimoni cultural català | Cal Toi                                              | Modifica les dades a Wikidata |
|        | Can Cabot i Vila                     | Sant Andreu de Llavaneres | casa         | 17th century                                                                         | 41° 34′ 11″ N, 2° 29′ 13″ E / 41.56978°N,2.486927°E ca:Pg. Massorrà                     | bé cultural d'interès local                | Can Cabot i Vila                                     | Modifica les dades a Wikidata |
|        | Can Cabotet                          | Sant Andreu de Llavaneres | casa         | 19th century                                                                         | 41° 34′ 17″ N, 2° 28′ 55″ E / 41.571452°N,2.482029°E ca:Av. Sant Andreu, 10             | bé cultural d'interès local                | Can Cabotet                                          | Modifica les dades a Wikidata |
|        | Can Casals del carrer Cardenal Vives | Sant Andreu de Llavaneres | casa         | Estil: arquitectura eclèctica 19th century                                           | 41° 34′ 24″ N, 2° 28′ 58″ E / 41.573282°N,2.482738°E ca:C. Cardenal Vives, 20           | bé cultural d'interès local                | Can Casals del carrer Cardenal Vives                 | Modifica les dades a Wikidata |
|        | Can Farners                          | Sant Andreu de Llavaneres | casa         | Arquitecte: Ramon Maria Riudor i Capella Estil: arquitectura modernista 19th century | 41° 34′ 22″ N, 2° 28′ 51″ E / 41.57271°N,2.480942°E ca:Carrer de Munt, 71 110 msnm      | bé cultural d'interès local                | Can Farners (Sant Andreu de Llavaneres)              | Modifica les dades a Wikidata |
|        | Can Masriera                         | Sant Andreu de Llavaneres | casa         | 20th century                                                                         | 41° 34′ 23″ N, 2° 28′ 57″ E / 41.573063°N,2.482509°E ca:C. Cardenal Vives, 30           | bé cultural d'interès local                | Can Masriera (Sant Andreu de Llavaneres)             | Modifica les dades a Wikidata |
|        | Can Pons                             | Sant Andreu de Llavaneres | casa         | Estil: modernisme català 19th century                                                | 41° 34′ 17″ N, 2° 28′ 51″ E / 41.571341°N,2.480926°E ca:C. Sant Antoni, 18              | bé cultural d'interès local                | Can Pons (Sant Andreu de Llavaneres)                 | Modifica les dades a Wikidata |
|        | Can Rius                             | Sant Andreu de Llavaneres | casa         |                                                                                      |                                                                                         | bé cultural d'interès local                |                                                      | Modifica les dades a Wikidata |
|        | Can Rubio                            | Sant Andreu de Llavaneres | casa         | 18th century                                                                         | 41° 34′ 25″ N, 2° 28′ 55″ E / 41.573627°N,2.481957°E ca:C. de Munt, 30-32               | bé cultural d'interès local                | Can Rubio (Sant Andreu de Llavaneres)                | Modifica les dades a Wikidata |
|        | Can Terrés                           | Sant Andreu de Llavaneres | casa         | Estil: modernisme català 20th century                                                | 41° 34′ 17″ N, 2° 28′ 51″ E / 41.571471°N,2.480802°E ca:C. Sant Antoni, 16              | bé cultural d'interès local                | Can Terrés (Sant Andreu de Llavaneres)               | Modifica les dades a Wikidata |
|        | Can Tolosa                           | Sant Andreu de Llavaneres | casa         | Estil: modernisme català 20th century                                                | 41° 34′ 31″ N, 2° 29′ 09″ E / 41.575389°N,2.485766°E ca:Pg. de les Monges, 35           | bé cultural d'interès local                | Can Tolosa (Sant Andreu de Llavaneres)               | Modifica les dades a Wikidata |
|        | Casa Belvís                          | Sant Andreu de Llavaneres | casa         | Estil: noucentisme                                                                   | 41° 34′ 30″ N, 2° 28′ 47″ E / 41.57508°N,2.47986°E                                      | bé integrant del patrimoni cultural català | Casa Belvís                                          | Modifica les dades a Wikidata |
|        | Casa Serra                           | Sant Andreu de Llavaneres | casa         | Estil: modernisme català 20th century                                                | 41° 34′ 21″ N, 2° 28′ 54″ E / 41.572497°N,2.481618°E ca:C. dels Pintors Masriera, 18    | bé cultural d'interès local                | Casa Serra (Sant Andreu de Llavaneres)               | Modifica les dades a Wikidata |
|        | Cases de Catà                        | Sant Andreu de Llavaneres | casa         |                                                                                      | 41° 34′ 50″ N, 2° 29′ 09″ E / 41.580625°N,2.485937°E                                    | bé cultural d'interès local                |                                                      | Modifica les dades a Wikidata |
|        | Sala Matas                           | Sant Andreu de Llavaneres | casa         | Arquitecte: Antoni March i Volart Estil: arquitectura modernista 1909                | 41° 34′ 24″ N, 2° 28′ 50″ E / 41.573238°N,2.480561°E ca:Carrer del Doctor, 51           |                                            |                                                      | Modifica les dades a Wikidata |
|        | Torre Alfaro                         | Sant Andreu de Llavaneres | casa         | Estil: arquitectura modernista                                                       | 41° 34′ 26″ N, 2° 29′ 04″ E / 41.57387°N,2.48451°E ca:Passeig Riera, 27-33              | bé integrant del patrimoni cultural català | Torre Alfaro                                         | Modifica les dades a Wikidata |
|        | Torre Massorrà                       | Sant Andreu de Llavaneres | casa         | Estil: arquitectura neoclàssica 19th century                                         | 41° 34′ 11″ N, 2° 29′ 09″ E / 41.569739°N,2.485854°E ca:Pg. de la Riera, 1              | bé cultural d'interès local                | Torre Massorrà                                       | Modifica les dades a Wikidata |
|        | Torre Matas                          | Sant Andreu de Llavaneres | casa         | Arquitecte: Joaquim Lloret i Homs Estil: arquitectura modernista                     | 41° 34′ 30″ N, 2° 28′ 49″ E / 41.57507°N,2.48021°E ca:Carrer Clòsens, 92                | bé integrant del patrimoni cultural català | Torre Matas                                          | Modifica les dades a Wikidata |
|        | Torre del Doctor Gallart             | Sant Andreu de Llavaneres | casa         | Estil: modernisme català                                                             |                                                                                         | bé cultural d'interès local                |                                                      | Modifica les dades a Wikidata |
|        | Torre del Doctor Vilardell           | Sant Andreu de Llavaneres | casa         | 20th century                                                                         | 41° 34′ 10″ N, 2° 29′ 00″ E / 41.569395°N,2.483457°E ca:Baixada de la Torre Gran, 17    | bé cultural d'interès local                | Torre del Doctor Vilardell                           | Modifica les dades a Wikidata |
|        | Torre del Sot                        | Sant Andreu de Llavaneres | casa         | Arquitecte: Josep Coll i Vilaclara Estil: arquitectura modernista 1910               | 41° 34′ 19″ N, 2° 28′ 51″ E / 41.57188°N,2.48077°E ca:Avinguda Catalunya, 56            |                                            |                                                      | Modifica les dades a Wikidata |
|        | casa al carrer Doctor, 8             | Sant Andreu de Llavaneres | casa         |                                                                                      | 41° 34′ 28″ N, 2° 28′ 54″ E / 41.574418°N,2.481771°E                                    | bé cultural d'interès local                | Casa al carrer Doctor, 8 (Sant Andreu de Llavaneres) | Modifica les dades a Wikidata |
|        | el Casal                             | Sant Andreu de Llavaneres | casa         | Estil: modernisme català 20th century                                                | 41° 34′ 18″ N, 2° 28′ 52″ E / 41.571747°N,2.480991°E ca:Av. Catalunya, 56               | bé cultural d'interès local                | El Casal (Sant Andreu de Llavaneres)                 | Modifica les dades a Wikidata |
|        | les Monges                           | Sant Andreu de Llavaneres | casa         | Estil: arquitectura eclèctica 19th century                                           | 41° 34′ 31″ N, 2° 29′ 09″ E / 41.575148°N,2.4859°E ca:Pg. de les Monges, 46             | bé cultural d'interès local                | Les Monges (Sant Andreu de Llavaneres)               | Modifica les dades a Wikidata |

## edifici
| imatge | Nom                                         | Ubicat a                  | instància de | Detalls                                 | coordenades                                                                     | Protecció                                  | Commons (més fotos)                         | Dades a WD                    |
| ------ | ------------------------------------------- | ------------------------- | ------------ | --------------------------------------- | ------------------------------------------------------------------------------- | ------------------------------------------ | ------------------------------------------- | ----------------------------- |
|        | Antic Casino                                | Sant Andreu de Llavaneres | edifici      |                                         | 41° 34′ 24″ N, 2° 28′ 53″ E / 41.573198°N,2.481523°E ca:C. de Munt, 49-51       | bé cultural d'interès local                | Antic Casino (Sant Andreu de Llavaneres)    | Modifica les dades a Wikidata |
|        | Rectoria vella de Sant Andreu de Llavaneres | Sant Andreu de Llavaneres | edifici      | Estil: gòtic tardà arquitectura popular | 41° 34′ 45″ N, 2° 28′ 37″ E / 41.57907°N,2.47695°E ca:Camí de l'Església Antiga | bé integrant del patrimoni cultural català | Rectoria vella de Sant Andreu de Llavaneres | Modifica les dades a Wikidata |

## església
| imatge | Nom                                         | Ubicat a                  | instància de     | Detalls                         | coordenades                                                                     | Protecció                                  | Commons (més fotos)                                   | Dades a WD                    |
| ------ | ------------------------------------------- | ------------------------- | ---------------- | ------------------------------- | ------------------------------------------------------------------------------- | ------------------------------------------ | ----------------------------------------------------- | ----------------------------- |
|        | Sant Pere del Morell                        | Sant Andreu de Llavaneres | església         | Estil: arquitectura popular     | 41° 33′ 28″ N, 2° 29′ 56″ E / 41.55769°N,2.4989°E                               | bé integrant del patrimoni cultural català | Sant Pere del Morell                                  | Modifica les dades a Wikidata |
|        | Santa Mònica                                | Sant Andreu de Llavaneres | església capella |                                 | 41° 35′ 20″ N, 2° 28′ 42″ E / 41.5889426842733°N,2.47839563648173°E             |                                            |                                                       | Modifica les dades a Wikidata |
|        | capella de Ca n'Amat                        | Sant Andreu de Llavaneres | església capella | 18th century                    | 41° 34′ 26″ N, 2° 28′ 43″ E / 41.573905°N,2.478526°E Ca n'Amat                  | bé cultural d'interès local                | Capella de Ca n'Amat                                  | Modifica les dades a Wikidata |
|        | capella de la Mare de Déu de Llorita        | Sant Andreu de Llavaneres | església         | Estat: ruïnós                   | 41° 35′ 06″ N, 2° 27′ 44″ E / 41.585112°N,2.462298°E                            | bé cultural d'interès local                |                                                       | Modifica les dades a Wikidata |
|        | església de Sant Sebastià                   | Sant Andreu de Llavaneres | església         | Estil: arquitectura popular     | 41° 34′ 34″ N, 2° 28′ 48″ E / 41.57612°N,2.4801°E ca:Camí de Sant Sebastià      | bé integrant del patrimoni cultural català | Església de Sant Sebastià (Sant Andreu de Llavaneres) | Modifica les dades a Wikidata |
|        | església vella de Sant Andreu de Llavaneres | Sant Andreu de Llavaneres | església         | Estil: gòtic tardà              | 41° 34′ 44″ N, 2° 28′ 36″ E / 41.57886°N,2.47665°E ca:Camí de l'Església Antiga | bé integrant del patrimoni cultural català | Església vella de Sant Andreu de Llavaneres           | Modifica les dades a Wikidata |
|        | parròquia de Sant Andreu de Llavaneres      | Sant Andreu de Llavaneres | església         | Estil: arquitectura neoclàssica | 41° 34′ 28″ N, 2° 28′ 56″ E / 41.57436°N,2.48231°E ca:Plaça de l'Abat Brasó     | bé integrant del patrimoni cultural català | Parròquia de Sant Andreu de Llavaneres                | Modifica les dades a Wikidata |

## masia
| imatge | Nom                              | Ubicat a                                         | instància de | Detalls                                                           | coordenades                                                                                  | Protecció                                                              | Commons (més fotos)                       | Dades a WD                    |
| ------ | -------------------------------- | ------------------------------------------------ | ------------ | ----------------------------------------------------------------- | -------------------------------------------------------------------------------------------- | ---------------------------------------------------------------------- | ----------------------------------------- | ----------------------------- |
|        | Ca n'Amat                        | Sant Andreu de Llavaneres                        | masia        | Estil: arquitectura popular 17th century                          | 41° 34′ 26″ N, 2° 28′ 42″ E / 41.57395°N,2.47824°E ca:passeig Joaquim Matas 47               | bé integrant del patrimoni cultural català                             | Ca n'Amat (Sant Andreu de Llavaneres)     | Modifica les dades a Wikidata |
|        | Ca n'Anglada                     | Sant Andreu de Llavaneres                        | masia        |                                                                   | 41° 33′ 36″ N, 2° 29′ 19″ E / 41.5599666279747°N,2.48851044248847°E                          |                                                                        |                                           | Modifica les dades a Wikidata |
|        | Cal Tintorer                     | Sant Andreu de Llavaneres                        | masia        |                                                                   | 41° 35′ 20″ N, 2° 28′ 39″ E / 41.5889291553842°N,2.47739993150746°E                          |                                                                        |                                           | Modifica les dades a Wikidata |
|        | Cal Tit                          | Sant Andreu de Llavaneres                        | masia        |                                                                   | 41° 35′ 05″ N, 2° 29′ 30″ E / 41.5846512241648°N,2.49157885232952°E                          |                                                                        |                                           | Modifica les dades a Wikidata |
|        | Can Bacardí                      | Sant Andreu de Llavaneres                        | masia        | Estil: arquitectura barroca                                       | 41° 34′ 35″ N, 2° 28′ 24″ E / 41.57647°N,2.47326°E ca:Can Bacardí                            | bé integrant del patrimoni cultural català                             | Can Bacardí (Sant Andreu de Llavaneres)   | Modifica les dades a Wikidata |
|        | Can Badrines                     | Sant Andreu de Llavaneres                        | masia        |                                                                   | 41° 34′ 43″ N, 2° 28′ 21″ E / 41.5785217445222°N,2.47257754798694°E                          |                                                                        |                                           | Modifica les dades a Wikidata |
|        | Can Berenguer                    | Sant Andreu de Llavaneres                        | masia        | Estil: arquitectura popular 15th century                          | 41° 34′ 56″ N, 2° 29′ 23″ E / 41.58233°N,2.48971°E 202 msnm                                  | bé integrant del patrimoni cultural català                             | Can Berenguer (Sant Andreu de Llavaneres) | Modifica les dades a Wikidata |
|        | Can Bosc                         | Sant Andreu de Llavaneres                        | masia        |                                                                   | 41° 35′ 17″ N, 2° 28′ 39″ E / 41.5879833176421°N,2.47738356410942°E                          |                                                                        |                                           | Modifica les dades a Wikidata |
|        | Can Cabot d'Amunt                | Sant Andreu de Llavaneres                        | masia        | Estil: arquitectura popular                                       | 41° 35′ 13″ N, 2° 28′ 46″ E / 41.58696°N,2.47947°E                                           | bé integrant del patrimoni cultural català                             |                                           | Modifica les dades a Wikidata |
|        | Can Cabot d'Avall                | Sant Andreu de Llavaneres                        | masia        | Estil: arquitectura popular 1789                                  | 41° 34′ 54″ N, 2° 28′ 44″ E / 41.58154°N,2.47883°E ca:Camí de Can Cabot Munt, 6              | bé integrant del patrimoni cultural català                             |                                           | Modifica les dades a Wikidata |
|        | Can Cabot de la Creu             | Sant Andreu de Llavaneres                        | masia        | Estil: arquitectura popular                                       | 41° 34′ 17″ N, 2° 28′ 55″ E / 41.57127°N,2.48181°E                                           | bé integrant del patrimoni cultural català                             |                                           | Modifica les dades a Wikidata |
|        | Can Caboti                       | Sant Andreu de Llavaneres                        | masia        | Estil: arquitectura popular                                       | 41° 35′ 13″ N, 2° 28′ 39″ E / 41.58702°N,2.47752°E                                           | bé integrant del patrimoni cultural català                             |                                           | Modifica les dades a Wikidata |
|        | Can Caralt                       | Sant Andreu de Llavaneres                        | masia        | Estil: arquitectura barroca arquitectura popular 18th century     | 41° 34′ 19″ N, 2° 29′ 13″ E / 41.571939°N,2.486818°E ca:Camí de Can Caralt 110 msnm          | bé cultural d'interès local                                            | Can Caralt (Sant Andreu de Llavaneres)    | Modifica les dades a Wikidata |
|        | Can Carbó                        | Sant Andreu de Llavaneres                        | masia        |                                                                   | 41° 34′ 48″ N, 2° 29′ 32″ E / 41.5800782281906°N,2.49219053604957°E                          |                                                                        |                                           | Modifica les dades a Wikidata |
|        | Can Casals                       | Sant Andreu de Llavaneres                        | masia        | Estil: arquitectura popular                                       | 41° 34′ 29″ N, 2° 28′ 33″ E / 41.57484°N,2.47573°E                                           | bé integrant del patrimoni cultural català                             | Can Casals (Sant Andreu de Llavaneres)    | Modifica les dades a Wikidata |
|        | Can Casals del Torrent           | Sant Andreu de Llavaneres                        | masia        | Estil: arquitectura popular                                       | 41° 35′ 19″ N, 2° 28′ 42″ E / 41.58863°N,2.47823°E                                           | bé integrant del patrimoni cultural català                             |                                           | Modifica les dades a Wikidata |
|        | Can Cassany                      | Sant Andreu de Llavaneres                        | masia        | Estil: arquitectura popular 17th century                          | 41° 34′ 16″ N, 2° 29′ 09″ E / 41.57102°N,2.48588°E ca:Camí de Can Caralt                     | bé integrant del patrimoni cultural català                             | Can Cassany (Sant Andreu de Llavaneres)   | Modifica les dades a Wikidata |
|        | Can Catà de la Torre             | Sant Andreu de Llavaneres                        | masia        | Estil: arquitectura popular                                       | 41° 34′ 58″ N, 2° 29′ 14″ E / 41.58282°N,2.48716°E ca:Trencall a la dreta del pg. Onze Pins  | bé integrant del patrimoni cultural català                             |                                           | Modifica les dades a Wikidata |
|        | Can Catà de la Vall              | Sant Andreu de Llavaneres                        | masia        | Estil: arquitectura popular                                       | 41° 34′ 33″ N, 2° 28′ 19″ E / 41.57586°N,2.47185°E ca:Riera de la Vall                       | bé integrant del patrimoni cultural català                             | Can Catà de la Vall                       | Modifica les dades a Wikidata |
|        | Can Cornell                      | Sant Andreu de Llavaneres                        | masia        | Estil: arquitectura popular                                       | 41° 34′ 29″ N, 2° 29′ 10″ E / 41.5747°N,2.48602°E ca:Camí de les Monges, 47                  | bé integrant del patrimoni cultural català                             |                                           | Modifica les dades a Wikidata |
|        | Can Costa                        | Sant Andreu de Llavaneres                        | masia        |                                                                   | 41° 33′ 40″ N, 2° 29′ 27″ E / 41.5611927391732°N,2.49079136598997°E                          |                                                                        |                                           | Modifica les dades a Wikidata |
|        | Can Dalmau                       | Sant Andreu de Llavaneres                        | masia        | Estil: arquitectura popular                                       | 41° 35′ 07″ N, 2° 29′ 37″ E / 41.58525°N,2.4935°E                                            | bé integrant del patrimoni cultural català                             |                                           | Modifica les dades a Wikidata |
|        | Can Fabregat                     | Sant Andreu de Llavaneres Sant Vicenç de Montalt | masia        |                                                                   | 41° 35′ 06″ N, 2° 29′ 44″ E / 41.5849565168706°N,2.49545149662144°E                          |                                                                        |                                           | Modifica les dades a Wikidata |
|        | Can Ferrer Sastre                | Sant Andreu de Llavaneres                        | masia        | Estil: arquitectura popular                                       | 41° 34′ 18″ N, 2° 29′ 06″ E / 41.57154°N,2.48493°E                                           | bé integrant del patrimoni cultural català                             | Can Ferrer Sastre                         | Modifica les dades a Wikidata |
|        | Can Gallardo                     | Sant Andreu de Llavaneres                        | masia        |                                                                   | 41° 34′ 55″ N, 2° 29′ 31″ E / 41.5820316282422°N,2.49192330610193°E                          |                                                                        |                                           | Modifica les dades a Wikidata |
|        | Can Graupera                     | Sant Andreu de Llavaneres                        | masia        | Estil: arquitectura gòtica                                        | 41° 35′ 04″ N, 2° 29′ 41″ E / 41.58439°N,2.4947°E                                            | bé integrant del patrimoni cultural català                             |                                           | Modifica les dades a Wikidata |
|        | Can Grauperó Vell                | Sant Andreu de Llavaneres                        | masia        | Estil: arquitectura popular                                       | 41° 34′ 54″ N, 2° 29′ 32″ E / 41.58173°N,2.49218°E                                           | bé integrant del patrimoni cultural català                             |                                           | Modifica les dades a Wikidata |
|        | Can Güell                        | Sant Andreu de Llavaneres                        | masia        | Estil: arquitectura popular                                       | 41° 34′ 34″ N, 2° 29′ 06″ E / 41.57623°N,2.48501°E ca:Pg. de les Monges                      | bé integrant del patrimoni cultural català                             | Can Güell (Sant Andreu de Llavaneres)     | Modifica les dades a Wikidata |
|        | Can Lemonier                     | Sant Andreu de Llavaneres                        | masia        |                                                                   | 41° 34′ 59″ N, 2° 29′ 14″ E / 41.5830734130301°N,2.4871764525861°E                           |                                                                        |                                           | Modifica les dades a Wikidata |
|        | Can Lloberes                     | Sant Andreu de Llavaneres                        | masia        |                                                                   | 41° 33′ 15″ N, 2° 29′ 21″ E / 41.5540878785898°N,2.48919233053105°E                          |                                                                        |                                           | Modifica les dades a Wikidata |
|        | Can Lloreda                      | Sant Andreu de Llavaneres                        | masia        | Estil: arquitectura popular                                       | 41° 34′ 59″ N, 2° 28′ 12″ E / 41.583°N,2.47012°E ca:Camí del Garingol 255.7 msnm             | bé integrant del patrimoni cultural català                             |                                           | Modifica les dades a Wikidata |
|        | Can Magí                         | Sant Andreu de Llavaneres                        | masia        |                                                                   | 41° 35′ 07″ N, 2° 29′ 33″ E / 41.5852322805956°N,2.49261803965711°E                          |                                                                        |                                           | Modifica les dades a Wikidata |
|        | Can Marpera                      | Sant Andreu de Llavaneres                        | masia        | Estil: arquitectura popular                                       | 41° 34′ 09″ N, 2° 29′ 05″ E / 41.5692°N,2.48479°E                                            | bé integrant del patrimoni cultural català                             | Can Marpera                               | Modifica les dades a Wikidata |
|        | Can Matas                        | Sant Andreu de Llavaneres                        | masia        | Estil: arquitectura popular                                       | 41° 34′ 29″ N, 2° 28′ 53″ E / 41.57477°N,2.48152°E                                           | bé integrant del patrimoni cultural català                             | Can Matas (Sant Andreu de Llavaneres)     | Modifica les dades a Wikidata |
|        | Can Montalt                      | Sant Andreu de Llavaneres                        | masia        |                                                                   | 41° 36′ 01″ N, 2° 29′ 39″ E / 41.6002546467057°N,2.49426436584086°E                          |                                                                        |                                           | Modifica les dades a Wikidata |
|        | Can Montalt del Bosch            | Sant Andreu de Llavaneres                        | masia        | Estil: arquitectura popular                                       | 41° 35′ 59″ N, 2° 29′ 39″ E / 41.599858°N,2.494245°E                                         | bé cultural d'interès local                                            |                                           | Modifica les dades a Wikidata |
|        | Can Morera                       | Sant Andreu de Llavaneres                        | masia        | Estil: arquitectura popular                                       | 41° 34′ 29″ N, 2° 28′ 39″ E / 41.57472°N,2.4776°E                                            | bé integrant del patrimoni cultural català                             | Can Morera (Sant Andreu de Llavaneres)    | Modifica les dades a Wikidata |
|        | Can Morera de la Vall            | Sant Andreu de Llavaneres                        | masia        |                                                                   | 41° 34′ 30″ N, 2° 28′ 40″ E / 41.574982°N,2.477857°E                                         | bé cultural d'interès local                                            |                                           | Modifica les dades a Wikidata |
|        | Can Morera dels Tarongers        | Sant Andreu de Llavaneres                        | masia        | Estil: arquitectura popular                                       | 41° 34′ 25″ N, 2° 28′ 43″ E / 41.57363°N,2.4785°E                                            | bé cultural d'interès local                                            | Can Morera dels Tarongers                 | Modifica les dades a Wikidata |
|        | Can Negoci                       | Sant Andreu de Llavaneres                        | masia        | Estil: arquitectura popular                                       | 41° 34′ 41″ N, 2° 28′ 22″ E / 41.577925°N,2.47266°E                                          | bé cultural d'interès local                                            |                                           | Modifica les dades a Wikidata |
|        | Can Queralt                      | Sant Andreu de Llavaneres                        | masia        |                                                                   | 41° 34′ 21″ N, 2° 29′ 09″ E / 41.5725201448941°N,2.48589253189267°E                          |                                                                        |                                           | Modifica les dades a Wikidata |
|        | Can Ribas                        | Sant Andreu de Llavaneres                        | masia        |                                                                   |                                                                                              | bé integrant del patrimoni cultural català                             |                                           | Modifica les dades a Wikidata |
|        | Can Rogent                       | Sant Andreu de Llavaneres                        | masia        | Estil: arquitectura popular                                       | 41° 35′ 07″ N, 2° 28′ 34″ E / 41.58538°N,2.47607°E                                           | bé integrant del patrimoni cultural català                             |                                           | Modifica les dades a Wikidata |
|        | Can Ros                          | Sant Andreu de Llavaneres                        | masia        | Estil: arquitectura popular                                       | 41° 34′ 20″ N, 2° 29′ 07″ E / 41.57233°N,2.48532°E                                           | bé integrant del patrimoni cultural català                             | Can Ros (Sant Andreu de Llavaneres)       | Modifica les dades a Wikidata |
|        | Can Saragossa                    | Sant Andreu de Llavaneres                        | masia        |                                                                   | 41° 34′ 10″ N, 2° 29′ 18″ E / 41.569551°N,2.488321°E                                         | bé cultural d'interès local                                            |                                           | Modifica les dades a Wikidata |
|        | Can Solà                         | Sant Andreu de Llavaneres                        | masia        |                                                                   | 41° 35′ 18″ N, 2° 28′ 34″ E / 41.588256°N,2.475997°E                                         | bé cultural d'interès local                                            |                                           | Modifica les dades a Wikidata |
|        | Can Tamís                        | Sant Andreu de Llavaneres                        | masia        | Estil: arquitectura popular                                       | 41° 34′ 20″ N, 2° 29′ 10″ E / 41.57231°N,2.48616°E                                           | bé integrant del patrimoni cultural català                             | Can Tamís                                 | Modifica les dades a Wikidata |
|        | Can Tries                        | Sant Andreu de Llavaneres                        | masia        | Estil: arquitectura popular                                       | 41° 34′ 30″ N, 2° 28′ 31″ E / 41.57513°N,2.47518°E ca:Baixada del Mirador                    | bé integrant del patrimoni cultural català                             | Can Tries (Sant Andreu de Llavaneres)     | Modifica les dades a Wikidata |
|        | Can Valls                        | Sant Andreu de Llavaneres                        | masia        | Estil: arquitectura popular                                       | 41° 34′ 15″ N, 2° 29′ 09″ E / 41.5709°N,2.48571°E                                            | bé integrant del patrimoni cultural català                             | Can Valls (Sant Andreu de Llavaneres)     | Modifica les dades a Wikidata |
|        | Can Xifré                        | Sant Andreu de Llavaneres                        | masia        |                                                                   |                                                                                              | bé cultural d'interès local                                            |                                           | Modifica les dades a Wikidata |
|        | Caseta del Capellà               | Sant Andreu de Llavaneres                        | masia        |                                                                   | 41° 34′ 31″ N, 2° 27′ 52″ E / 41.5751971197006°N,2.46457979760258°E                          |                                                                        |                                           | Modifica les dades a Wikidata |
|        | Caseta dels Caçadors             | Mataró Sant Andreu de Llavaneres                 | masia        |                                                                   | 41° 34′ 26″ N, 2° 27′ 36″ E / 41.5739870011426°N,2.46005568565121°E                          |                                                                        |                                           | Modifica les dades a Wikidata |
|        | Mas Nadal                        | Sant Andreu de Llavaneres                        | masia        | Estil: arquitectura popular                                       | 41° 34′ 36″ N, 2° 28′ 20″ E / 41.57672°N,2.47219°E ca:Baixada del Mirador - Veïnat Avall, 31 | bé integrant del patrimoni cultural català                             | Mas Nadal (Sant Andreu de Llavaneres)     | Modifica les dades a Wikidata |
|        | Masoveria de Can Cabot i Vila    | Sant Andreu de Llavaneres                        | masia        | Estil: arquitectura popular                                       | 41° 34′ 11″ N, 2° 29′ 13″ E / 41.569674°N,2.487073°E                                         | bé integrant del patrimoni cultural català bé cultural d'interès local |                                           | Modifica les dades a Wikidata |
|        | Masoveria de Can Catà de la Vall | Sant Andreu de Llavaneres                        | masia        | Estil: arquitectura popular                                       | 41° 34′ 32″ N, 2° 28′ 17″ E / 41.57565°N,2.47128°E                                           | bé integrant del patrimoni cultural català                             |                                           | Modifica les dades a Wikidata |
|        | Masoveria de Can Farners         | Sant Andreu de Llavaneres                        | masia        |                                                                   | 41° 34′ 21″ N, 2° 28′ 53″ E / 41.572407°N,2.481477°E ca:C. dels Pintors Masriera, 72         | bé cultural d'interès local                                            | Masoveria de Can Farners                  | Modifica les dades a Wikidata |
|        | Masoveria de Can Martí-Martí     | Sant Andreu de Llavaneres                        | masia        | Estil: arquitectura popular                                       | 41° 34′ 13″ N, 2° 29′ 11″ E / 41.57016°N,2.4863°E                                            | bé integrant del patrimoni cultural català                             | Masoveria de Can Martí-Martí              | Modifica les dades a Wikidata |
|        | Masoveria de la Torre Gran       | Sant Andreu de Llavaneres                        | masia        | Estil: modernisme català 20th century                             | 41° 34′ 13″ N, 2° 28′ 56″ E / 41.570175°N,2.482313°E ca:Av. Catalunya, 63                    | bé cultural d'interès local                                            | Masoveria de la Torre Gran                | Modifica les dades a Wikidata |
|        | Torre Gran                       | Sant Andreu de Llavaneres                        | masia        | Arquitecte: Josep Coll i Vilaclara Estil: arquitectura modernista | 41° 34′ 11″ N, 2° 28′ 58″ E / 41.569722222222°N,2.4827777777778°E ca:Avinguda Catalunya, 35  | bé integrant del patrimoni cultural català                             | Torre Gran (Sant Andreu de Llavaneres)    | Modifica les dades a Wikidata |
|        | l'Horta Bartomeu                 | Sant Andreu de Llavaneres                        | masia        |                                                                   | 41° 33′ 44″ N, 2° 29′ 30″ E / 41.5623586749607°N,2.49169366880222°E                          |                                                                        |                                           | Modifica les dades a Wikidata |

## nucli de població
| imatge | Nom               | Ubicat a                         | instància de      | Detalls | coordenades                                                         | Protecció | Commons (més fotos) | Dades a WD                    |
| ------ | ----------------- | -------------------------------- | ----------------- | ------- | ------------------------------------------------------------------- | --------- | ------------------- | ----------------------------- |
|        | Bellaire          | Sant Andreu de Llavaneres        | nucli de població |         | 41° 34′ 07″ N, 2° 29′ 34″ E / 41.568550737745°N,2.4927381897105°E   |           |                     | Modifica les dades a Wikidata |
|        | Can Cabot d'Amunt | Sant Andreu de Llavaneres        | nucli de població |         | 41° 35′ 21″ N, 2° 28′ 16″ E / 41.589169243425°N,2.4709809787525°E   |           |                     | Modifica les dades a Wikidata |
|        | Can Mates         | Sant Andreu de Llavaneres        | nucli de població |         | 41° 34′ 18″ N, 2° 28′ 33″ E / 41.5715475385375°N,2.47595676891901°E |           |                     | Modifica les dades a Wikidata |
|        | Can Sanç          | Sant Andreu de Llavaneres        | nucli de població |         | 41° 33′ 21″ N, 2° 29′ 49″ E / 41.5558155050233°N,2.49696129915314°E |           |                     | Modifica les dades a Wikidata |
|        | Catà              | Sant Andreu de Llavaneres        | nucli de població |         | 41° 34′ 52″ N, 2° 29′ 09″ E / 41.581166889819°N,2.48583595228587°E  |           |                     | Modifica les dades a Wikidata |
|        | Onze Pins         | Sant Andreu de Llavaneres        | nucli de població |         | 41° 35′ 04″ N, 2° 28′ 54″ E / 41.5844991654295°N,2.48173055798518°E |           |                     | Modifica les dades a Wikidata |
|        | Rocaferrera       | Sant Andreu de Llavaneres        | nucli de població |         | 41° 34′ 42″ N, 2° 29′ 29″ E / 41.578453025768°N,2.4914611382183°E   |           |                     | Modifica les dades a Wikidata |
|        | el Puntó          | Mataró Sant Andreu de Llavaneres | nucli de població |         | 41° 34′ 04″ N, 2° 28′ 54″ E / 41.567655815608°N,2.48179322829313°E  |           |                     | Modifica les dades a Wikidata |
|        | la Cornisa        | Sant Andreu de Llavaneres        | nucli de població |         | 41° 34′ 52″ N, 2° 28′ 04″ E / 41.5811748063426°N,2.46778142528311°E |           |                     | Modifica les dades a Wikidata |

## platja
| imatge | Nom                   | Ubicat a                  | instància de | Detalls | coordenades                                                            | Protecció | Commons (més fotos)                             | Dades a WD                    |
| ------ | --------------------- | ------------------------- | ------------ | ------- | ---------------------------------------------------------------------- | --------- | ----------------------------------------------- | ----------------------------- |
|        | platja de l'Estació   | Sant Andreu de Llavaneres | platja       |         | 41° 33′ 19″ N, 2° 29′ 56″ E / 41.555335°N,2.498859°E                   |           | Platja de l'Estació (Sant Andreu de Llavaneres) | Modifica les dades a Wikidata |
|        | platja de les Barques | Sant Andreu de Llavaneres | platja       |         | 41° 33′ 23″ N, 2° 30′ 05″ E / 41.55645344921728°N,2.5013987764959773°E |           |                                                 | Modifica les dades a Wikidata |

## Misc
| imatge | Nom                                             | Ubicat a                                                 | instància de                                                                   | Detalls                                                                                   | coordenades | Protecció                                  | Commons (més fotos)                     | Dades a WD                    |
| ------ | ----------------------------------------------- | -------------------------------------------------------- | ------------------------------------------------------------------------------ | ----------------------------------------------------------------------------------------- | --- | ------------------------------------------ | --------------------------------------- | ----------------------------- |
|        | Ajuntament de Sant Andreu de Llavaneres         | Sant Andreu de Llavaneres                                | casa consistorial                                                              | Estil: arquitectura eclèctica                                                             | 41° 34′ 28″ N, 2° 29′ 00″ E / 41.57452°N,2.48334°E ca:Plaça de la Vila                                                       | bé integrant del patrimoni cultural català | Ajuntament (Sant Andreu de Llavaneres)  | Modifica les dades a Wikidata |
|        | Can Mandri                                      | Sant Andreu de Llavaneres                                | casa pairal                                                                    | Estil: arquitectura popular                                                               | 41° 34′ 22″ N, 2° 28′ 58″ E / 41.57272°N,2.4829°E ca:Av. de Catalunya, 24                                                    | bé cultural d'interès local                | Can Mandri (Sant Andreu de Llavaneres)  | Modifica les dades a Wikidata |
|        | Estació de Sant Andreu de Llavaneres            | Sant Andreu de Llavaneres                                | estació de ferrocarril                                                         |                                                                                           | 41° 33′ 20″ N, 2° 29′ 54″ E / 41.555475°N,2.4983694444444°E                                                                  |                                            | Sant Andreu de Llavaneres train station | Modifica les dades a Wikidata |
|        | Molí d'en Cabot                                 | Sant Andreu de Llavaneres                                | molí d'aigua                                                                   | Estil: arquitectura popular                                                               | | bé cultural d'interès local                |                                         | Modifica les dades a Wikidata |
|        | Montalt                                         | Sant Andreu de Llavaneres Dosrius Sant Vicenç de Montalt | muntanya                                                                       |                                                                                           | 41° 36′ 15″ N, 2° 29′ 47″ E / 41.6041277928°N,2.49632222322°E 597 msnm                                                       |                                            | Montalt (Dosrius)                       | Modifica les dades a Wikidata |
|        | Montalt                                         | Sant Andreu de Llavaneres                                | vèrtex geodèsic                                                                | Alt: 1.2m                                                                                 | 41° 36′ 15″ N, 2° 29′ 47″ E / 41.604128°N,2.496338°E 595.447 msnm                                                            |                                            |                                         | Modifica les dades a Wikidata |
|        | Pedró de Can Catà                               | Sant Andreu de Llavaneres                                | oratori                                                                        |                                                                                           | 41° 34′ 30″ N, 2° 28′ 16″ E / 41.575013°N,2.470977°E                                                                         | bé cultural d'interès local                |                                         | Modifica les dades a Wikidata |
|        | Polígon industrial de Sant Andreu de Llavaneres | Sant Andreu de Llavaneres                                | polígon industrial                                                             |                                                                                           | 41° 33′ 33″ N, 2° 29′ 14″ E / 41.55913237528°N,2.48725783470004°E                                                            |                                            |                                         | Modifica les dades a Wikidata |
|        | Port Balís                                      | Sant Andreu de Llavaneres                                | port esportiu                                                                  | 1974                                                                                      | 41° 33′ 31″ N, 2° 30′ 21″ E / 41.558702°N,2.505961°E                                                                         |                                            | Port Balís                              | Modifica les dades a Wikidata |
|        | Portal del carrer de Munt                       | Sant Andreu de Llavaneres                                | portal tanca                                                                   | Arquitecte: Francesc de Paula Morera i Gatell Estil: arquitectura modernista 20th century | 41° 34′ 23″ N, 2° 28′ 52″ E / 41.57299°N,2.481022°E ca:Carrer del Munt, 58                                                   | bé cultural d'interès local                | Portal del carrer de Munt               | Modifica les dades a Wikidata |
|        | Rectoria                                        | Sant Andreu de Llavaneres                                | rectoria                                                                       | 19th century                                                                              | 41° 34′ 27″ N, 2° 28′ 58″ E / 41.574276°N,2.48279°E ca:C. de Munt                                                            | bé cultural d'interès local                | Rectoria (Sant Andreu de Llavaneres)    | Modifica les dades a Wikidata |
|        | Sant Andreu de Llavaneres                       | Sant Andreu de Llavaneres                                | entitat singular de població capital municipal ens local històric de Catalunya | 11942 hab                                                                                 | 41° 34′ 00″ N, 2° 29′ 00″ E / 41.56667°N,2.48333°E 113 msnm                                                                  |                                            |                                         | Modifica les dades a Wikidata |
|        | font del carrer Cardenal Vives                  | Sant Andreu de Llavaneres                                | font                                                                           |                                                                                           | 41° 34′ 23″ N, 2° 28′ 57″ E / 41.572997°N,2.482572°E                                                                         | bé cultural d'interès local                |                                         | Modifica les dades a Wikidata |
|        | mar Mediterrània                                |                                                          | mar interior mar mediterrani conca hidrogràfica                                | Superfície: 2500000km² Profunditat: 5267 1541m Volum: 3839000km³                          | 38° N, 17° E / 38°N,17°E 0 msnm                                                                                              |                                            | Mediterranean Sea                       | Modifica les dades a Wikidata |
|        | monument al Cardenal Vives i Tutó               | Sant Andreu de Llavaneres                                | monument                                                                       | Estil: noucentisme Dedicat a: Josep de Calassanç Vives i Tutó                             | 41° 34′ 14″ N, 2° 29′ 04″ E / 41.57048797607422°N,2.4843180179595947°E ca:Av. de Sant Andreu / Pg. Mare de Déu de Montserrat |                                            |                                         | Modifica les dades a Wikidata |
|        | serra de Polseruda                              | Dosrius Sant Andreu de Llavaneres                        | serra                                                                          |                                                                                           | 41° 35′ 39″ N, 2° 28′ 23″ E / 41.5941°N,2.47317222°E 440.2 msnm                                                              |                                            |                                         | Modifica les dades a Wikidata |